# Американская академия искусств и наук
Американская академия искусств и наук (англ. American Academy of Arts and Sciences, AAA&S) — одна из старейших научных организаций США, независимый центр академических и политических исследований.
Штаб-квартира — в городе Кембридж (Массачусетс). Входит в Американский совет научных обществ.
Членство — выборное, членами могут стать ведущие учёные в академических дисциплинах (точные, естественные, социальные, гуманитарные науки), деятели искусства, крупные предприниматели и управленцы, видные государственные и общественные деятели. За всю историю по состоянию на 2022 год избрано 13,5 тыс. членов, активных членов — более 5,7 тыс. Более всего членов академии, после США, проживает в Великобритании (около 180 — по состоянию на 2016 год).
Основной печатный орган — ежеквартальный журнал Dædalus. Регулярные мероприятия для членов проводятся в Кембридже, также академия организует серию конференций, ведёт научно-исследовательские проекты, является учредителям ряда премий, среди которых премия Румфорда.

## История
Академия основана в 1780 году Джеймсом Баудойном, Джоном Адамсом и Джоном Хэнкоком в Бостоне во время Американской революции. Цель Академии, как указано в Уставе: «культивировать всякое искусство и науку, которые могут служить высшим интересам, чести, достоинству и счастью свободных, независимых и добродетельных людей» (cultivate every art and science which may tend to advance the interest, honour, dignity, and happiness of a free, independent, and virtuous people). В 1780 году к ним присоединились Роберт Трит Пейн и 58 руководителей (лидеров) местных общин, а вскоре и другие видные деятели: Бенджамин Франклин (чьё Американское философское общество дало стимул создать более политично-ориентированное сообщество), Джордж Вашингтон, Томас Джефферсон и Александр Гамильтон.
Поддерживала систематические контакты с Петербургской академией наук, Московским обществом испытателей природы, Пулковской обсерваторией, Корпусом горных инженеров и многими другими научными учреждениями Российской империи. Первым российским членом Академии стал работавший в России математик Леонард Эйлер (1781). Среди тех, кто был избран в её состав в XIX веке — академики Фусс, Фишер и Шуберт (все в 1812), астроном Струве и математик Остроградский (1834), внук Леонарда Эйлера математик Эдуард Коллинс (1834), основатель эмбриологии Бэр (1849), химик Менделеев; среди британских деятелей наук и искусств XIX века членами академии были математик Бэббидж, биолог Дарвин, поэт Тениссон.

## Президенты
- 1780—1790 Джеймс Баудойн (James Bowdoin)
- 1791—1814 Адамс, Джон
- 1814—1820 Холиоук, Эдуард (Edward Augustus Holyoke)
- 1820—1829 Адамс, Джон Куинси
- 1829—1838 Боудич, Нафанаил
- 1838—1839 Джексон, Джеймс (James Jackson)
- 1839—1846 Пикеринг, Джон (John Pickering)
- 1846—1863 Бигелоу, Джейкоб
- 1863—1873 Грей, Эйса
- 1873—1880 Адамс, Чарльз Фрэнсис
- 1880—1892 Лаверинг, Джозеф (Joseph Lovering)
- 1892—1894 Кук, Джосайя Парсонс
- 1894—1903 Агассис, Александр
- 1903—1908 Гудвин, Уильям Уотсон (William Watson Goodwin)
- 1908—1915 Траубридж, Джон (John Trowbridge)
- 1915—1917 Уолкотт, Генри (Henry Pickering Walcott)
- 1917—1919 Баудитч, Чарльз (Charles Pickering Bowditch)
- 1919—1921 Ричардс, Теодор Уильям
- 1921—1924 Мур, Джордж Фут (George Foot Moore)
- 1924—1927 Лайман, Теодор (Theodore Lyman)
- 1927—1931 Уилсон, Эдвин (Edwin Bidwell Wilson)
- 1931—1933 Форд, Джеремайя (Jeremiah D. M. Ford)
- 1933—1935 Паркер, Джордж Ховард (George Howard Parker)
- 1935—1937 Паунд, Роско (Roscoe Pound)
- 1937—1939 Джексон, Дьюгалд (Dugald C. Jackson)
- 1939—1944 Шепли, Харлоу
- 1944—1951 Мамфорд-Джоунз, Ховард (Howard Mumford Jones)
- 1951—1954 Лэнд, Эдвин Герберт
- 1954—1957 Бёрдчард, Джон (John Ely Burchard)
- 1957—1961 Мэтер, Кёртли Флетчер (Kirtley Fletcher Mather)
- 1961—1964 Хоугленд, Хадсон (Hudson Hoagland)
- 1964—1967 Фройнд, Пол (Paul A. Freund)
- 1967—1971 Парсонс, Толкотт
- 1971—1976 Брукс, Харви (Harvey Brooks)
- 1976—1979 Вайскопф, Виктор Фредерик
- 1979—1982 Кац, Милтон (Milton Katz)
- 1982—1986 Фешбах, Герман
- 1986—1989 Леви, Эдвард
- 1989—1994 Беранек, Лео (Leo Leroy Beranek)
- 1994—1997 Пеликан, Ярослав
- 1997—2000 Тостесон, Даниэль (Daniel C. Tosteson)
- 2000—2001 Фридмен, Джеймс (James O. Freedman)
- 2001—2006 Спекс, Патриция (Patricia Meyer Spacks)
- 2006—2009 Бицци, Эмилио (Emilio Bizzi)
- 2010—2013 Берловиц, Лесли (Leslie C. Berlowitz)
- 2014—2018 Фентон, Джонотан (Jonathan Fanton)
- с 2019 Окстоби, Дэвид (David W. Oxtoby)